# Liste der Kulturdenkmale in Vogtsburg im Kaiserstuhl
In der Liste der Kulturdenkmale in Vogtsburg im Kaiserstuhl sind Bau- und Kunstdenkmale der Stadt Vogtsburg im Kaiserstuhl verzeichnet, die im „Verzeichnis der unbeweglichen Bau- und Kunstdenkmale und der zu prüfenden Objekte“ des Landesamts für Denkmalpflege Baden-Württemberg verzeichnet sind. Dieses Verzeichnis ist nicht öffentlich und kann nur bei „berechtigtem Interesse“ eingesehen werden. Die folgende Liste ist daher nicht vollständig.

## Allgemein
- Bild: Zeigt ein ausgewähltes Bild aus Commons, „Weitere Bilder“ verweist auf die Bilder im Medienarchiv Wikimedia Commons.
- Bezeichnung: Nennt den Namen, die Bezeichnung oder die Art des Kulturdenkmals.
- Lage: Straßenname und Hausnummer oder Flurstücknummer des Kulturdenkmals, gegebenenfalls auch den Ortsteil. Die Grundsortierung der Liste erfolgt nach dieser Adresse. Der Link (Karte) führt zu verschiedenen Kartendiensten mit der Position des Kulturdenkmals. Fehlt dieser Link, wurden die Koordinaten noch nicht eingetragen. Sind diese bekannt, können sie über ein Tool mit einer Kartenansicht einfach nachgetragen werden. In dieser Kartenansicht sind Kulturdenkmale ohne Koordinaten mit einem roten bzw. orangen Marker dargestellt und können durch Verschieben auf die richtige Position in der Karte mit Koordinaten versehen werden. Kulturdenkmale ohne Bild sind an einem blauen bzw. roten Marker erkennbar.
- Datierung: Baubeginn, Fertigstellung, Datum der Erstnennung oder grobe zeitliche Einordnung entsprechend des Eintrags in der zuständigen Denkmaldatenbank (Landesamt für Denkmalpflege Baden-Württemberg).
- Beschreibung: Kurzcharakteristik des Kulturdenkmals.

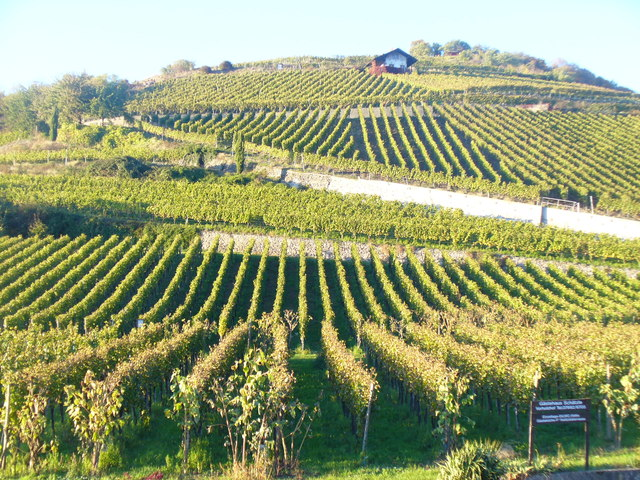
Schlossberg in Achkarren
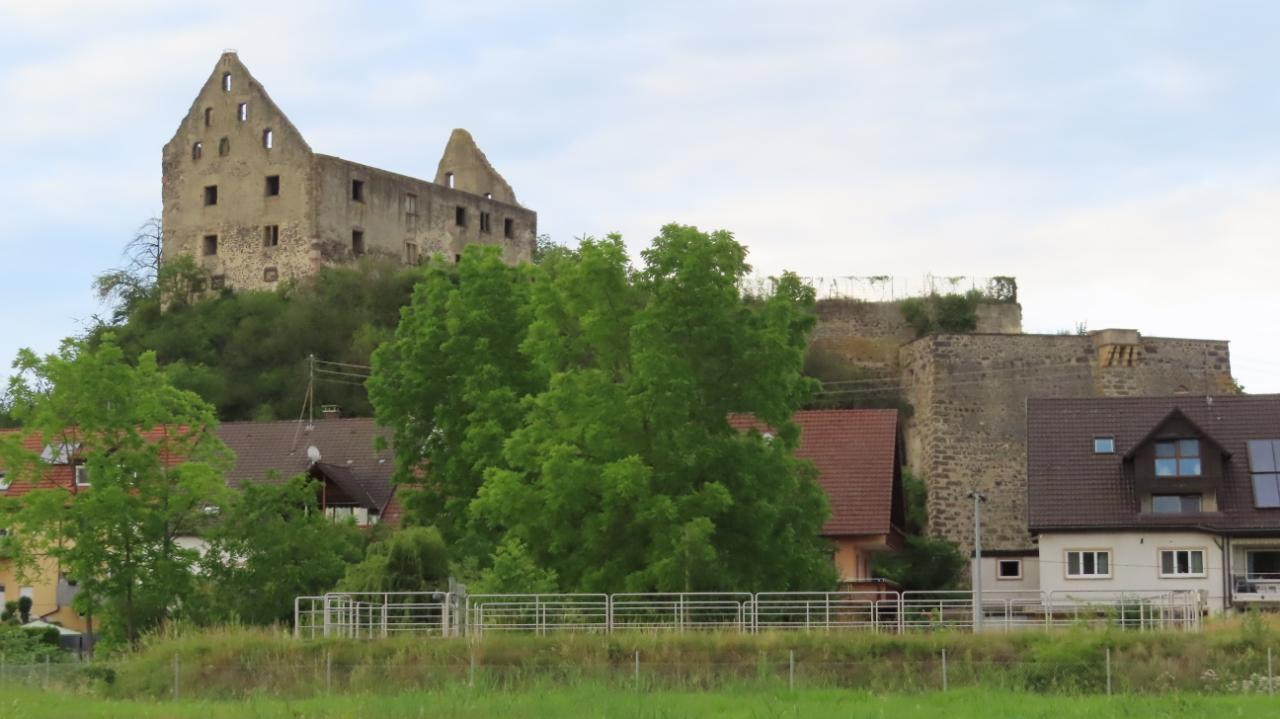
Schlossruine Burkheim
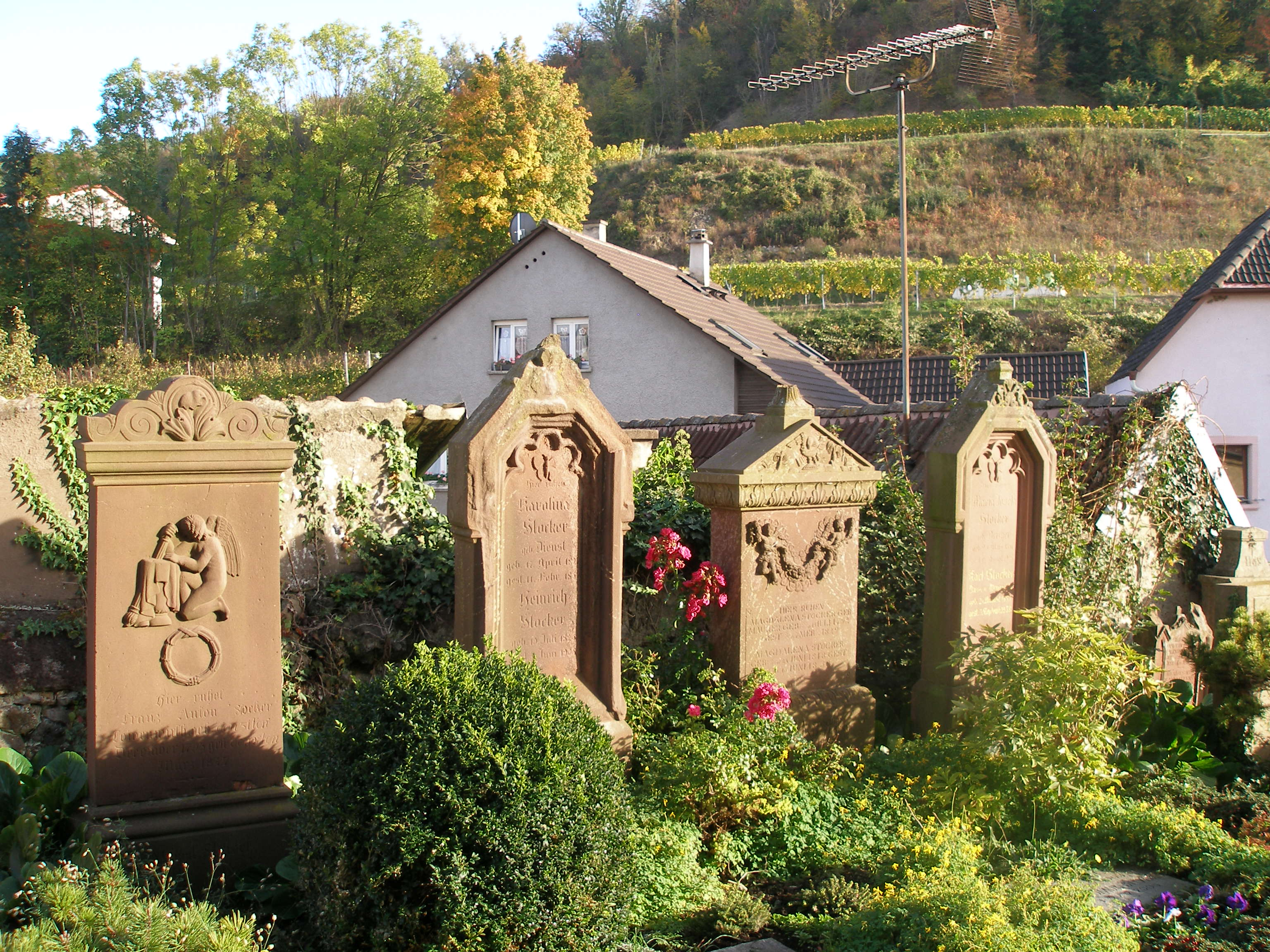
Niederrotweil
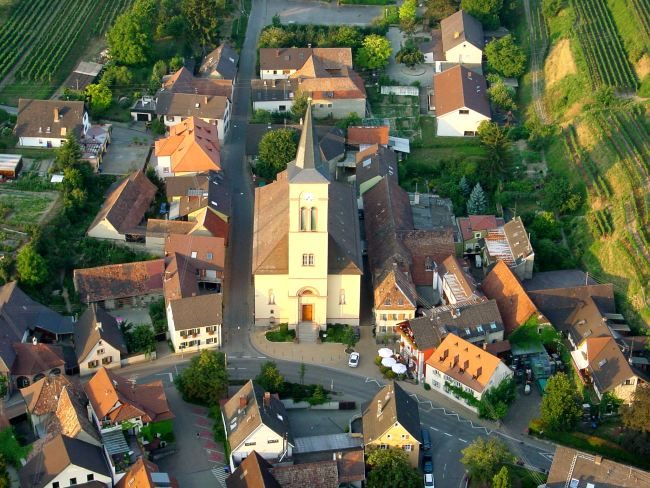
Oberrotweil

## Kulturdenkmale der Stadt Vogtsburg im Kaiserstuhl
| Bild           | Bezeichnung                                  | Lage | Datierung                                   | Beschreibung                                      | ID |
| -------------- | -------------------------------------------- | --- | ------------------------------------------- | ------------------------------------------------- | -- |
| Weitere Bilder | Kath. Pfarrkirche St. Georg                  | Achkarren, Hinterkirch 7 (Karte) | 1822–1823                                   | Kirche                                            |    |
|                | Schulhaus                                    | Achkarren, Hinterkirch 12 (Karte) | 1839–1879                                   | Schule                                            | BW |
|                | Zehntscheune, Weinbaumuseum                  | Achkarren, Schloßbergstraße 34 (Karte) | 18. Jh.                                     | Weinbaumuseum, ehemals Zehnttrotte der Johanniter | BW |
| Weitere Bilder | St. Romanus                                  | Altvogtsburg (Karte) | 1835                                        | Kirche                                            |    |
| Weitere Bilder | Ev. Pfarrkirche                              | Bickensohl, Achkarrer Straße 3 (Karte) |                                             | Kirche                                            |    |
|                | Ehem. Schulhaus                              | Bickensohl, Achkarrer Straße 14 (Karte) | 2. Hälfte des 19. Jh.–1. Hälfte des 20. Jh. | Schule                                            | BW |
|                | Kapelle                                      | Bickensohl, Im Eschach (Karte) | 18. Jh.–1. Hälfte des 19. Jh.               | Kapelle                                           | BW |
|                | Kirche                                       | Bischoffingen, Bergstraße 1a (Karte) | 14. Jh.–18. Jh.                             | Kirche                                            | BW |
|                | Rathaus                                      | Bischoffingen, Talstraße 1 (Karte) | 1937                                        | Rathaus                                           | BW |
|                | Wasserhochbehälter                           | Burkheim | 1913                                        | Wasserhochbehälter                                |    |
|                | Friedhofsmauer                               | Burkheim, Am Kirchberg (Karte) |                                             | Geschützt nach § 2 DSchG                          | BW |
|                | Wohnhaus „Haus Oberkirch“                    | Burkheim, Am Kirchberg 1 (Karte) | 1685                                        | Geschützt nach § 2 DSchG                          |    |
|                | Gasthaus zum Adler                           | Burkheim, Am Kirchberg 2 (Karte) | 1759                                        | Gasthaus Geschützt nach § 2 DSchG                 | BW |
| Weitere Bilder | St. Pankratius                               | Burkheim, Am Kirchberg 3 (Karte) |                                             | Kirche Geschützt nach § 12 DSchG                  |    |
|                | Stadtbefestigung                             | Burkheim, Am Kirchberg 7, 8, 9, 10, 11, 13, Bündlegasse 11, Fischergasse 5, 6, 10, 12, 14, 18, 22, 24, 26, 34, 35, 36, 38, 40, 42, 44, 46, 48, 50, 52, 54, Lazarus-von-Schwendi-Straße 1, 3, 5, 7, 9, 11, 13, Mittelstadt 1, 1a, 9, 11, 13, 15, 17, 19, 21, 23, Spitalplatz 1, 3, 9, Zunftgasse 2, 4, 6, 8, 10, 12, 14, 16, 18, 20 (Karte) | 13. Jh.-19. Jh                              | Stadtbefestigung Geschützt nach § 2 DSchG         |    |
|                | Pfarrhof                                     | Burkheim, Am Kirchberg 13 (Karte) |                                             | Pfarrhof Geschützt nach § 2 DSchG                 |    |
|                | Wohnhaus                                     | Burkheim, Am Kirchberg 14 (Karte) |                                             | Wohnhaus Geschützt nach § 2 DSchG                 | BW |
|                | Wohnhaus                                     | Burkheim, Am Kirchberg 22 (Karte) |                                             | Wohnhaus Geschützt nach § 2 DSchG                 |    |
|                | Ehem. Zehntscheune                           | Burkheim, Bündlegasse 11 (Karte) |                                             | Zehntscheune Geschützt nach § 2 DSchG             | BW |
|                | Scheune                                      | Burkheim, Fischergasse 7 (Karte) |                                             | Scheune Geschützt nach § 2 DSchG                  | BW |
|                | Gehöft                                       | Burkheim, Fischergasse 9 (Karte) |                                             | Gehöft Geschützt nach § 2 DSchG                   | BW |
|                | Gehöft                                       | Burkheim, Fischergasse 25 (Karte) |                                             | Gehöft Geschützt nach § 2 DSchG                   | BW |
|                | Wohnhaus                                     | Burkheim, Fischergasse 34 (Karte) |                                             | Wohnhaus Geschützt nach § 2 DSchG                 | BW |
|                | Scheune                                      | Burkheim, Fischergasse 34 (Bereich) (Karte) |                                             | Scheune Geschützt nach § 2 DSchG                  | BW |
|                | Wohnhaus                                     | Burkheim, Fischergasse 48 (Karte) |                                             | Wohnhaus Geschützt nach § 2 DSchG                 | BW |
|                | Scheune                                      | Burkheim, Fischergasse 52 (Karte) |                                             | Scheune Geschützt nach § 2 DSchG                  | BW |
|                | Böschungsmauer                               | Burkheim, Jörg-Wickram-Gasse (Karte) | 18./19. Jh.                                 | Böschungsmauer Geschützt nach § 2 DSchG           | BW |
|                | Wohnhaus                                     | Burkheim, Jörg-Wickram-Gasse 1 (Karte) | 17./18. Jh.                                 | Wohnhaus Geschützt nach § 2 DSchG                 | BW |
|                | Wohnhaus                                     | Burkheim, Lazarus-von-Schwendi 9 (Karte) |                                             | Wohnhaus Geschützt nach § 2 DSchG                 | BW |
|                | Gehöft                                       | Burkheim, Lazarus-von-Schwendi 11 (Karte) |                                             | Gehöft Geschützt nach § 2 DSchG                   | BW |
| Weitere Bilder | Schlossruine Burkheim                        | Burkheim, Mittelstadt (Karte) | 16. Jh.                                     | Burgruine Geschützt nach § 12 DSchG               |    |
|                | Brunnen                                      | Burkheim, Mittelstadt (Karte) | 1858                                        | Brunnen Geschützt nach § 2 DSchG                  |    |
|                | Pflaster                                     | Burkheim, Mittelstadt (Karte) | 18. Jh.                                     | Pflaster Geschützt nach § 2 DSchG                 |    |
| Weitere Bilder | Haus zu den fünf Türmen                      | Burkheim, Mittelstadt 2 (Karte) | 17. Jh.                                     | Gasthaus Geschützt nach § 2 DSchG                 |    |
|                | Wohnhaus                                     | Burkheim, Mittelstadt 3 (Karte) |                                             | Wohnhaus Geschützt nach § 2 DSchG                 |    |
|                | Gehöft                                       | Burkheim, Mittelstadt 4 (Karte) | 1780                                        | Gehöft Geschützt nach § 2 DSchG                   | BW |
|                | Gehöft                                       | Burkheim, Mittelstadt 6 (Karte) | 18./19. Jh.                                 | Gehöft Geschützt nach § 2 DSchG                   | BW |
|                | Wohnhaus                                     | Burkheim, Mittelstadt 7 (Karte) |                                             | Wohnhaus Geschützt nach § 2 DSchG                 | BW |
|                | Wohnhaus                                     | Burkheim, Mittelstadt 8 (Karte) |                                             | Wohnhaus Geschützt nach § 2 DSchG                 | BW |
| Weitere Bilder | Rathaus, ehem. Amtshaus                      | Burkheim, Mittelstadt 9 (Karte) | 1604–1. Hälfte des 18. Jh.                  | Rathaus Geschützt nach § 2 DSchG                  |    |
|                | Wohnhaus                                     | Burkheim, Mittelstadt 10 (Karte) | 17. Jh.                                     | Wohnhaus Geschützt nach § 2 DSchG                 | BW |
|                | Wohnhaus/Gehöft                              | Burkheim, Mittelstadt 11 (Karte) | 18. Jh.                                     | Wohnhaus/Gehöft Geschützt nach § 12 DSchG         | BW |
|                | Wohnhaus                                     | Burkheim, Mittelstadt 12 (Karte) | 18. Jh.                                     | Wohnhaus Geschützt nach § 2 DSchG                 |    |
|                | Weingut Bercher                              | Burkheim, Mittelstadt 13 (Karte) | 1756                                        | Weingut Geschützt nach § 2 DSchG                  |    |
|                | Wohnhaus                                     | Burkheim, Mittelstadt 14 (Karte) | 1628                                        | Wohnhaus Geschützt nach § 2 DSchG                 |    |
|                | Einhaus                                      | Burkheim, Mittelstadt 15 (Karte) | 1648                                        | Einhaus Geschützt nach § 2 DSchG                  | BW |
|                | Wohnhaus                                     | Burkheim, Mittelstadt 16 (Karte) | 1722                                        | Wohnhaus Geschützt nach § 2 DSchG                 | BW |
| Weitere Bilder | Wohnhaus                                     | Burkheim, Mittelstadt 18 (Karte) | 17. Jh.                                     | Wohnhaus Geschützt nach § 2 DSchG                 |    |
|                | Wohnhaus                                     | Burkheim, Mittelstadt 20 (Karte) | Mitte 16. Jh.                               | Wohnhaus Geschützt nach § 2 DSchG                 |    |
|                | Gehöft                                       | Burkheim, Mittelstadt 24 (Karte) | 1749                                        | Gehöft Geschützt nach § 2 DSchG                   |    |
|                | Wohnhaus                                     | Burkheim, Mittelstadt 32 (Karte) | 17. Jh.                                     | Wohnhaus Geschützt nach § 2 DSchG                 | BW |
|                | Wohnhaus                                     | Burkheim, Spitalplatz 3 (Karte) | 17. Jh.                                     | Wohnhaus Geschützt nach § 2 DSchG                 | BW |
|                | Wohnhaus                                     | Burkheim, Spitalplatz 9 (Karte) | um 1596                                     | Wohnhaus Geschützt nach § 2 DSchG                 | BW |
|                | Stützmauer                                   | Burkheim, Winzerstraße 4 (neben) (Karte) | 18./19. Jh.                                 | Stützmauer Geschützt nach § 2 DSchG               | BW |
|                | Ehemaliges Schulgebäude                      | Burkheim, Zunftgasse 2 (Karte) | 19. Jh.                                     | Schule Geschützt nach § 2 DSchG                   | BW |
|                | Wohnhaus                                     | Burkheim, Zunftgasse 9 (Karte) | 1771                                        | Wohnhaus Geschützt nach § 2 DSchG                 | BW |
|                | Einhaus                                      | Burkheim, Zunftgasse 11 (Karte) | 17./18. Jh.                                 | Einhaus Geschützt nach § 2 DSchG                  | BW |
|                | Wohnhaus                                     | Burkheim, Zunftgasse 16 (Karte) | 17. Jh.                                     | Wohnhaus Geschützt nach § 2 DSchG                 | BW |
| Weitere Bilder | St. Gangolf                                  | Kaiserstuhl, Mitteldorf 2 (Karte) | 1829–1834                                   | Kirche                                            |    |
| Weitere Bilder | Wallfahrtskapelle St. Pantaleon mit Kreuzweg | Niederrotweil, Kirchweg 7 (Karte) | 1741                                        | Wallfahrtskapelle                                 |    |
| Weitere Bilder | Katholische Filialkirche St. Michael         | Niederrotweil, Niederrotweil 8 (Karte) |                                             | Kirche                                            |    |
|                | Ehem. Pfarrhaus                              | Niederrotweil, Niederrotweil 34 (Karte) | 16. Jh.-17. Jh                              | Pfarrhof                                          | BW |
|                | St. Mauritius                                | Oberbergen, Kirchstraße 2 (Karte) |                                             | Kirche                                            | BW |
|                | Dreiseithof                                  | Oberbergen, Kirchstraße 13 (Karte) | 18. Jh.–1. Hälfte des 19. Jh.               | Dreiseithof                                       | BW |
|                | Wachthiisli                                  | Oberrotweil, Bachstraße 1 (Karte) | 1666                                        |                                                   | BW |
|                | Fatimakapelle                                | Oberrotweil, Bahnhofstraße 23 (Karte) | um 1900                                     | Kapelle                                           | BW |
|                | Krämer Käppele                               | Oberrotweil, Burkheimer Straße (Karte) | 18. Jh.–1. Hälfte des 19. Jh.               | Kapelle                                           | BW |
|                | Ehem. Schulhaus                              | Oberrotweil, Eisentalstraße 5 (Karte) | 1827                                        | Schule                                            | BW |
| Weitere Bilder | St. Johannes Baptist                         | Oberrotweil, Hauptstraße 8 (Karte) | 1835–1838                                   | Kirche                                            |    |